# Hogna manicola
Hogna manicola là một loài nhện trong họ Lycosidae.
Loài này thuộc chi Hogna. Hogna manicola được Embrik Strand miêu tả năm 1906.